# Клеора
Клеора (V— IV века до н. э.) — супруга царя Спарты Агесилая II.

## Биография
О жене царя Спарты Агесилая II Клеоре (согласно Павсанию — дочери Аристоменида) известно в основном из «Сравнительных жизнеописаний» Плутарха. 
По словам этого древнегреческого писателя, Агесилай «из-за родственных чувств и в угоду своей жены» сделал в 395 году до н. э. навархом её брата Писандра, в то время как для занятия этой должности имелись более опытные и компетентные люди. Последующее поражение руководимого Писандром спартанского флота в сражении при Книде привело к потере гегемонии Спарты. Как отметили Т. Фигейра и Д. И. Стройков, Агесилай, который вообще решал различные вопросы с помощью семейных связей, хотел в данном случае укрепить отношения с отцом Клеоры и его фиванскими союзниками. По мнению И. Е. Сурикова, Клеора никакой активной роли в истории не сыграла. 
В браке Клеоры с Агесилаем около 400 года до н. э. родился Архидам III.